# Westliche Berliner Vorortbahn
Акціонерне товариство Westliche Berliner Vorortbahn A.G. (WBV) (Вестліхе Берлінер Форортбан, укр. «Приміський електропоїзд Західного Берліну») — трамвайна компанія в районі Великого Берліну, яка переважно обслуговувала лінії південно-західних передмість: Вільмерсдорфу, Шенеберга, Шмаргендорфу, Фриденау, Штегліцу. Після свого заснування 25 липня 1898 року, 1 жовтня того ж року акціонерне товариство перейняло на себе керування консорціумом Berliner Dampfstraßenbahn-Konsortium (BDK), який було засновано 1888 року, і до 1900 року здійснило електрифікацію ліній. Того ж року, коли була заснована WBV, компанія Große Berliner Straßenbahn (GBS) одноособово керувала компанією WBV. Таке злиття компаній дозволило розширити маршрутну мережу Берліна і, таким чином, збільшити прибутки в наступні роки. Водночас GBS зуміла утвердити свою монополію в берлінському трамвайному секторі. 15 травня 1919 року злиття GBS з WBV та іншими дочірніми компаніями було завершено. Відтоді акціонерне товариство WBV припинило існування.

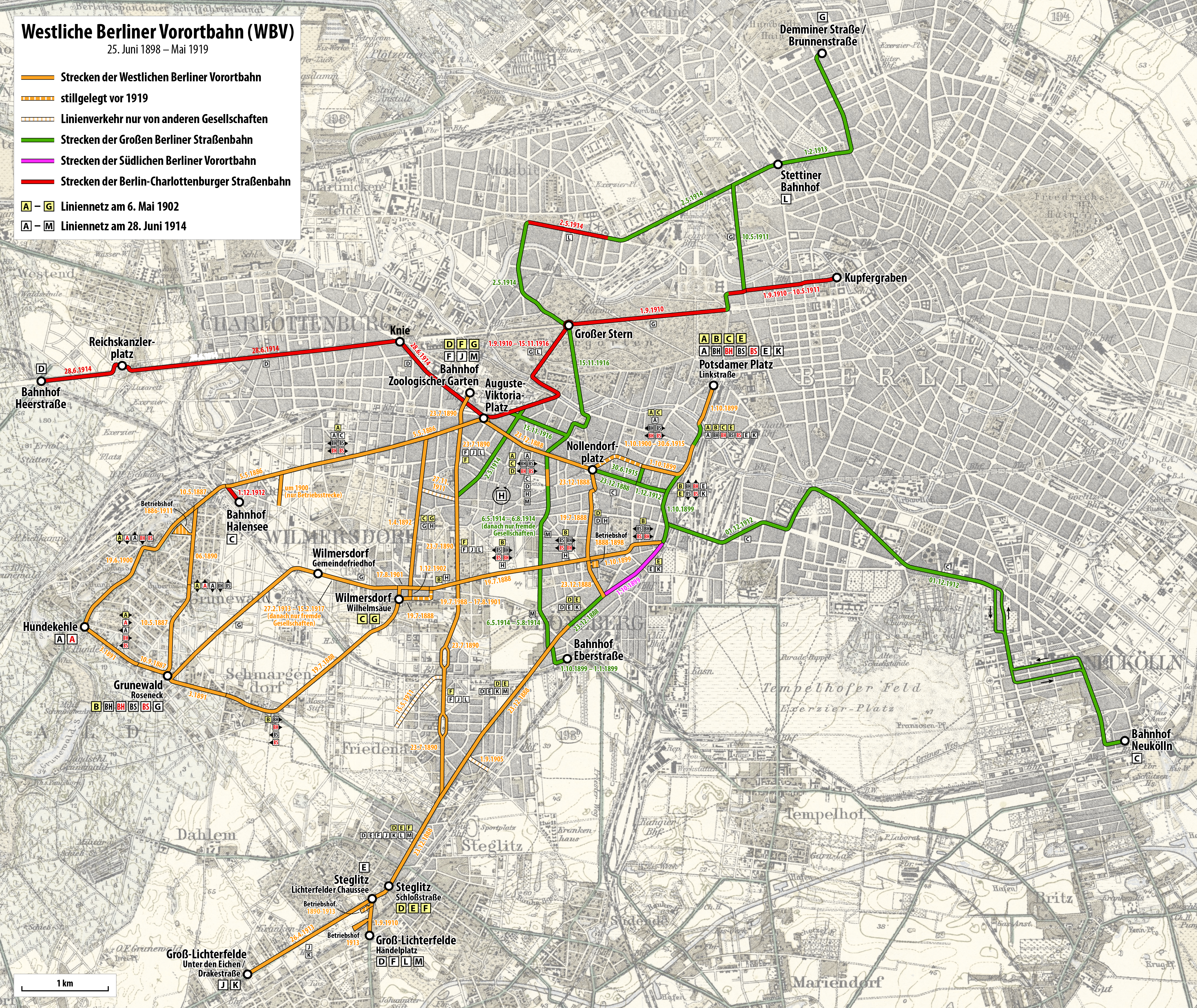
Маршрутна та лінійна мережі трамваїв компанії Westliche Berliner Vorortbahn, 1898—1919

## Історія

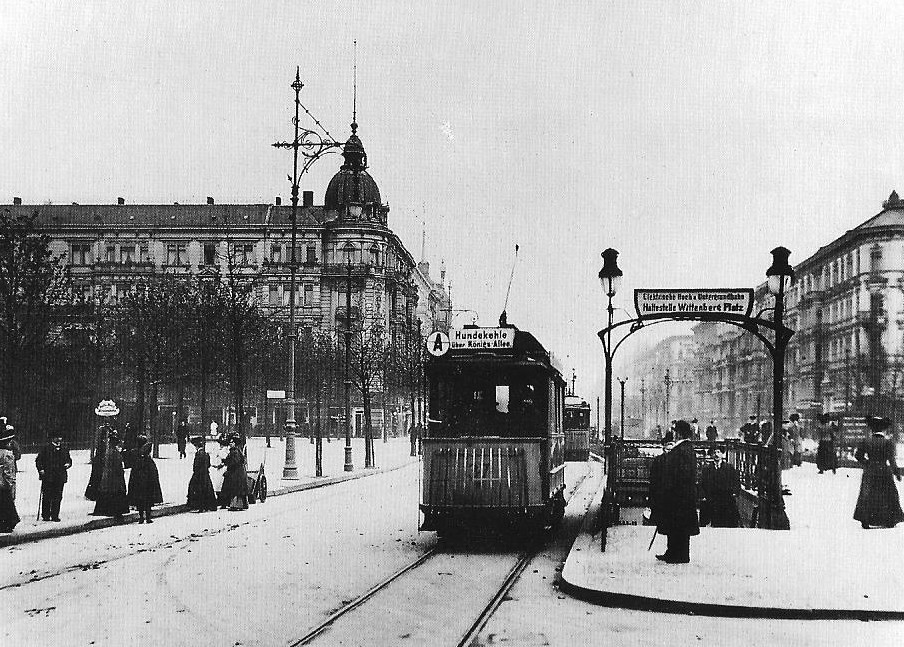
Вагон трамвая № 37 на із входом на надземну та, близько 1905 року

Акціонерне товариство Westliche Berliner Vorortbahn засновано 25 липня 1898 року. Від 1 жовтня йому став належати Berliner Dampfstraßenbahn-Konsortium, який керував декількома лініями в південно-західних передмістях Берліну. У рік свого заснування Große Berliner Straßenbahn (GBS) викупила весь акціонерний капітал компанії. WBV розпочала електрифікацію колій, яка була запланована ще в часи GBS.
Першою електрифікованою ділянкою (18 травня 1899) стала колія від Зоологічного саду, повз Ноллендорф-плац, Шенеберг і Фриденау в Штегліці, яка працювала з 1888 року. 1895 року ухвалено рішення про сполучення від Ноллендорф-плац до Лінк-штрасе поряд із Потсдамською площею, яке й було відкрите 1 жовтня 1899. До 10 серпня 1900 року всі лінії були електрифіковані.
17 вересня 1900 року поліція Берліну надала компанії нову ліцензію терміном до 31 грудня 1949 року. Зміст документу в основному збігався зі змістом ліцензії, яку раніше отримала GBS. Оскільки місцева влада Берліну надала свою згоду на використання міських вулиць лише до кінця 1919 року, між містом та GBS і її дочірніми підприємствами виникло декілька юридичних суперечок. З іншими громадами, територією яких проходили трамвайні колії, діяла угода про затвердження від 1937 до 1948 років відповідно.
| Знак               | Лінія | Маршрут                                                                             |
| ------------------ | ----- | ----------------------------------------------------------------------------------- |
| Червона            | A     | Потсдамська площа — Гундекелезее / Груневальд, Розенек — Потсдамська площа          |
| Синя               | B     | Потсдамська площа — Вільмерсдорф, Вільгельмсауе — Шмаргендорф — Груневальд, Розенек |
| Синя/Біла          | C     | Потсдамська площа — Вільмерсдорф, Вільгельмсауе                                     |
| Зелена             | D     | Штегліц, Замковий парк — Шенеберг, Гаупт-штрасе — Вокзал Зоологічний сад            |
| Біла/Зелена        | E     | Штегліц, Замковий парк — Шенеберг, Гаупт-штрасе — Потсдамська площа                 |
| Біла               | F     | Штегліц, Замковий парк — Кайзераллеє — Вокзал Зоологічний сад                       |
| Weiß/Grüner Strich | G     | Вільмерсдорф, Вільгельмсауе — Улянд-штрасе — Вокзал Зоологічний сад                 |

Водночас із електрифікацією WBV перебудувала маршрути на двоколійні. Розширення було завершено впродовж 1901 року. Крім того, змінено маршрут руху в центрі Вільмерсдорфа, щоб транзитні поїзди могли ходити по Берлінер-штрасе і Меліц-штрасе. У той час рейки у Вільгельмсауе використовувалися винятково для поїздів, які обслуговували цей район. У грудні 1902 року планування ліній набуло квартальної форми.
Після того, як GBS перебрала управління компанією, WBV впровадила кольорові позначення ліній маршрутів. У травні 1902 року кольорове кодування замінили літерним — від A до M. Під час введення в експлуатацію було сім ліній.
У зв'язку з подальшим заселенням вздовж бульвару Курфюрстендамм і району Ґруневальд кількість пасажирів продовжувала зростати. Не вплинуло на це і введення метро на Тауенцін-штрасе і Кляйст-штрасе. WBV скоротила інтервал руху вагонів з 15-20 хвилин до 10-15 хвилин, іноді із циклом у 7,5½- хвилин. На лінії A електричні вагони також працювали між Потсдамською площею і Бісмарк-плац у Груневальді. 1 вересня 1905 року WBV припинила випуск вагонів на лінію C, і лінія 52 GBS взяла на себе її навантаження. Потім лінія працювала з WBV. У наступні роки GBS розширила подальші лінії в зону руху WBV.

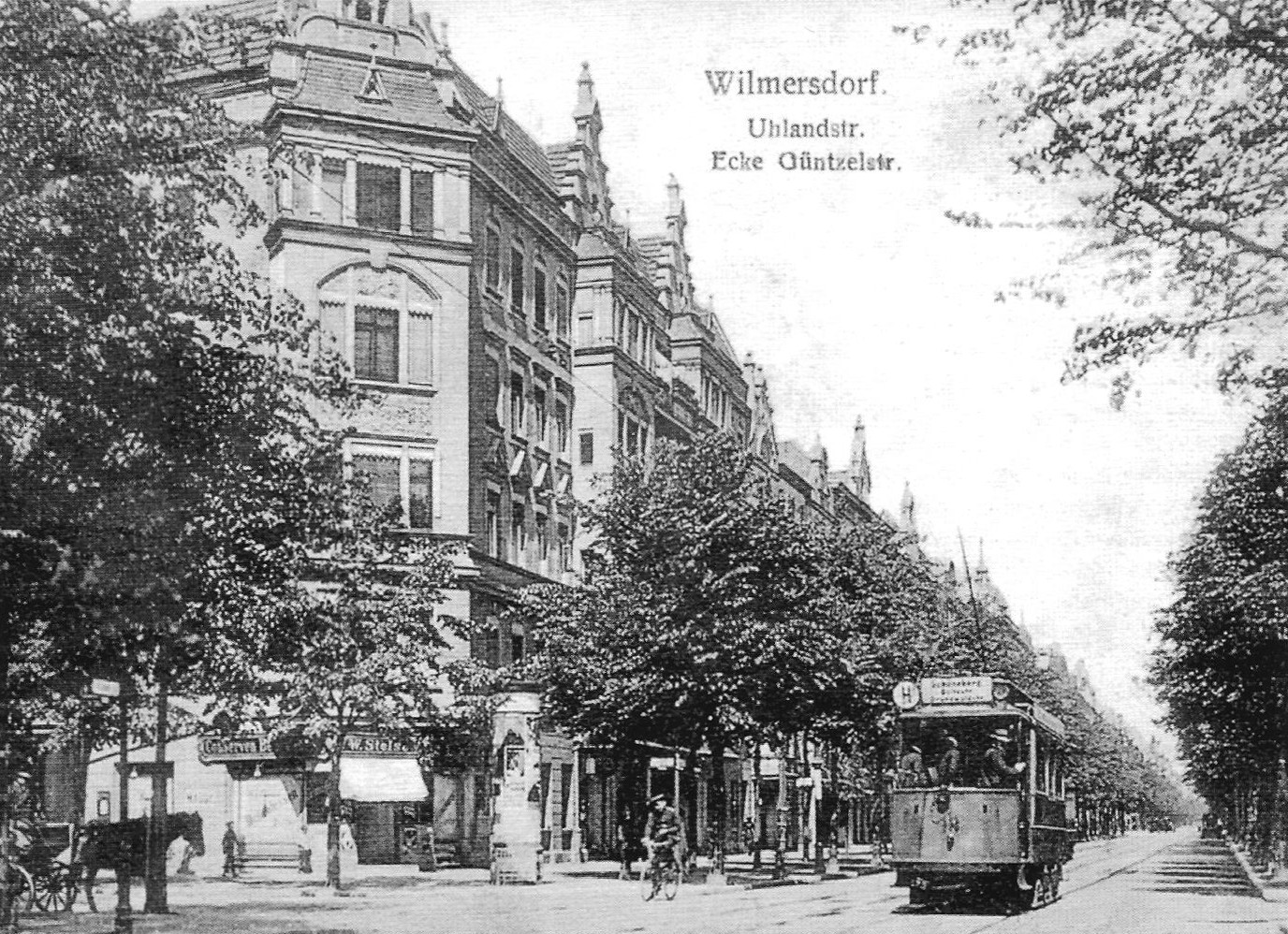
Моторний вагон 18 на Уланд-штрасе в Шарлоттенбурзі, 1909

Між 1907 і 1914 роками мережа значно розширилася. 27 травня 1907 року компанія відкрила кільцеву лінію H під назвою «Вестрінг», яка йшла від Шенеберга через станцію Зоологічний сад і назад в Шенеберг з Вільмерсдорфу. 1 вересня 1910 року відбулося ще три розширення маршрутів. З одного боку, лінії D і E продовжені від Шлосспарка в Штеґліці до Гендель-плац у Грос-Ліхтерфельде. У той же час лінія G знята зі станції Зоологічного саду і перенаправлена через Люцов-плац, Велику Зірку і Бранденбурзькі ворота на Доротеєн-штрасе на розі Ам Купферграбен. Крім того, лінію B продовжили від Гендель-плац через Курфюрстендамм до Ноллендорф-плац. У тому ж році Große Berliner Straßenbahn і Westliche Berliner Vorortbahn підписали нову угоду про співробітництво з містом Вільмерсдорф, яка діяла до кінця 1999 року. У ній трамвайні компанії зобов'язалися будувати новий 12-кілометровий маршрут на рік і, залежно від зростання населення, продовжувати збільшувати щільність мережі маршрутів. Крім того, компанії відмовилися від будь-яких заперечень проти майбутніх проєктів швидкісної залізниці (зокрема, метро Wilmersdorf-Dahlemer) і можливого розширення автобусного руху. Зі свого боку, місто погодилося відмовитися від податкових прав і більшої частини витрат на покриття, які компанії мали сплачувати до 1950 року.
| Лінія | Маршрут |
| ----- | --- |
| A     | Потсдамська площа/Лінк-штрасе — Ноллендорф-плац — Курфюрстендамм — (Зворотній шлях: Кенігсаллее — Розенек — Губертусаллее або навпаки) — Курфюрстендамм — Ноллендорф-плац — Потсдамська площа/Лінк-штрасе |
| BH    | Потсдамська площа/Лінк-штрасе — Ноллендорф-плац — Курфюрстендамм — Кенігсаллее або Губертусаллее — Розенек — Широка вулиця — Берлінська вулиця — Груневалд-штрасе — Потсдамська площа/Лінкштрасе          |
| BS    | Потсдамська площа/Лінк-штрасе — Груневалд-штрасе — Берлінська вулиця — Широка вулиця — Розенек — Кенігсаллее або Губертусаллее — Курфюрстендамм — Ноллендорф-плац — Потсдамська площа/Лінк-штрасе         |
| C     | Станція Галензеє — Курфюрстендамм — Ноллендорф-плац — Йорк-штрасе — Станція Нойкелльн |
| D     | Станція Геерштрасе — Райхсканцлер-плац — Кні — Ноллендорф-плац — Гаупт-штрасе — Шлосс-штрасе — Грос-Ліхтерфельде, Гендель-плац                                                                            |
| E     | Потсдамська площа/Лінк-штрасе — Гаупт-штрасе — Шлосс-штрасе — Штегліц, Ліхтерфельдер Чаузеее |
| F     | Станція Зоологічний сад — Кайзераллее — Шлосс-штрасе — Грос-Ліхтерфельде, Гендель-плац |
| G     | Деммінер Штрасе/Бруннен-штрасе — Станція Штеттінер — Брандебурзькі ворота — Велика Зірка — Курфюрстендамм — Улянд-штрасе — Берлінська вулиця — Гогенцоллерндамм — Груневальд, Розенек                     |
| H     | Західне кільце: Груневальд-штрасе — Ноллендорф-плац — Курфюрстендамм — Улянд-штрасе — Берлінська вулиця — Груневальд-штрасе                                                                               |
| J     | Станція Зоологічний сад — Кайзераллее — Шлосс-штрасе — Грос-Ліхтерфельде, Унтер-ден-Айхен/Драке-штрасе |
| K     | Потсдамська площа/Лінк-штрасе — Гаупт-штрасе — Шлосс-штрасе — Грос-Ліхтерфельде, Унтер-ден-Айхен/Драке-штрасе                                                                                             |
| L     | Станція Штеттінер — Аль-Моабіт — Велика Зірка — Курфюрстендамм — Кайзераллее — Шлосс-штрасе — Грос-Ліхтерфельде, Гендель-плац                                                                             |
| M     | Станція Зоологічний сад — Курфюрстендамм — Ноллендорф-плац — Вулиця Мартіна Лютера — Гуаупт-штрасе — Шлосс-штрасе — Грос-Ліхтерфельде, Гендельплац                                                        |

З 10 травня 1911 року лінія G проходила від Доротеєн-штрасе через Луїзен-штрасе й Інваліден-штрасе до Штеттінер-Банхоф. Лінія використовувала наявні колії GBT. У грудні 1911 року введена в експлуатацію лінія по вулиці Берлінер-штрасе у Вільмерсдорфі до кладовища Вільмерсдорф, яке також обслуговувалося лінією G. 1 грудня 1912 року компанія ввела нову лінію С, яка проходила між кільцевими станціями Галензеє і Нойкелльн. У той же час компанія розширила лінію B від Ноллендорф-плац до Потсдамської площі, створивши велику кільцеву лінію. Крім того, лінія йшла по черзі в обох напрямках через Кенігсаллее та Губертусаллее, так що створено чотири варіанти проїзду від Потсдамської площі до Груневальду. Подібно до лінії А, яка обслуговувала Кенігсаллее і Губертусаллее як кільцеву дорогу в обох напрямках, WBV позначила вагони різними маршрутними знаками. Вагони, які спочатку їхали по Кенігсаллее, позначалися червоними літерами на білому тлі, а вагони на Губертусаллее — чорними літерами на білому тлі.

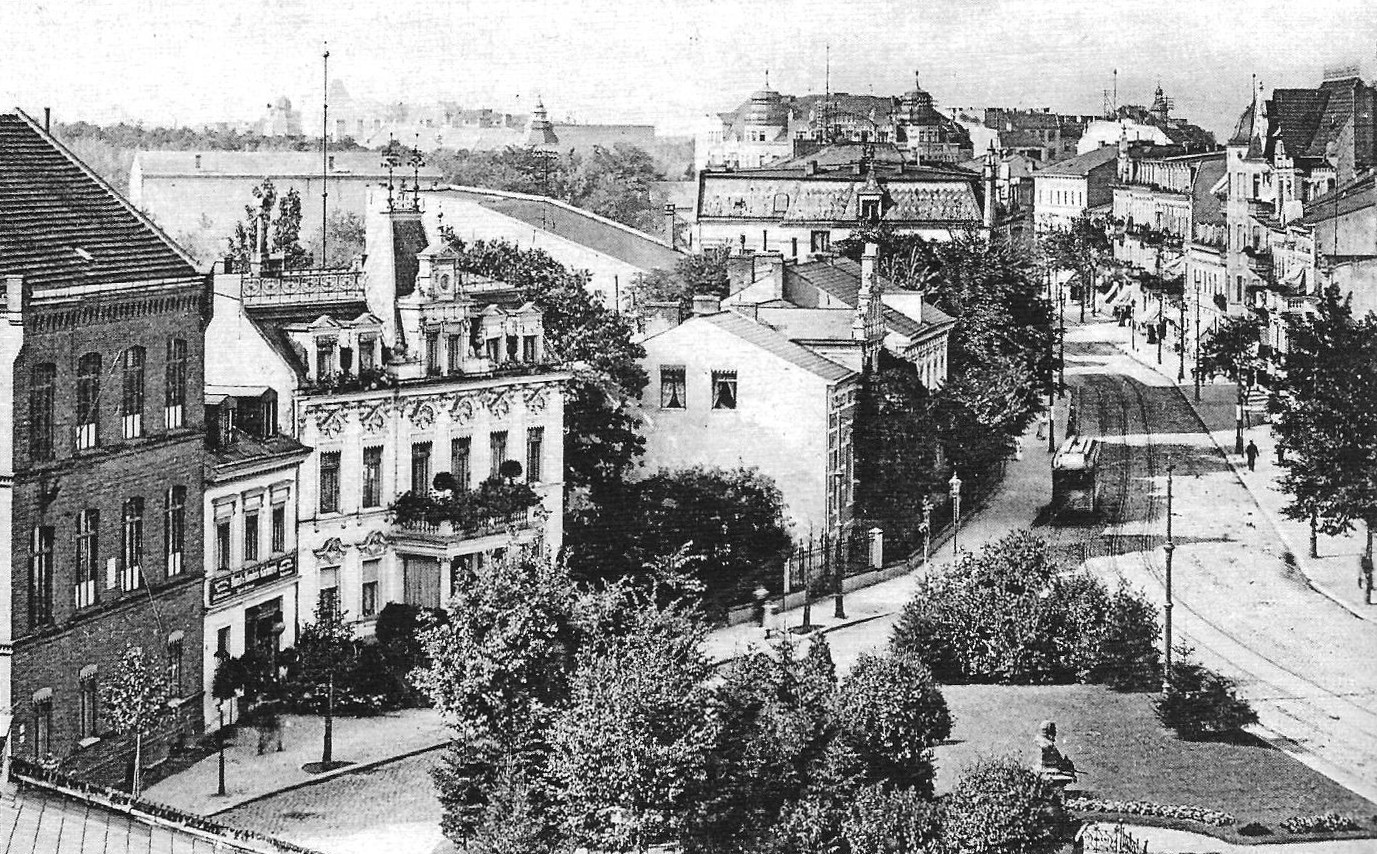
Трамвай на Брейт-штрасе, близько 1910 року

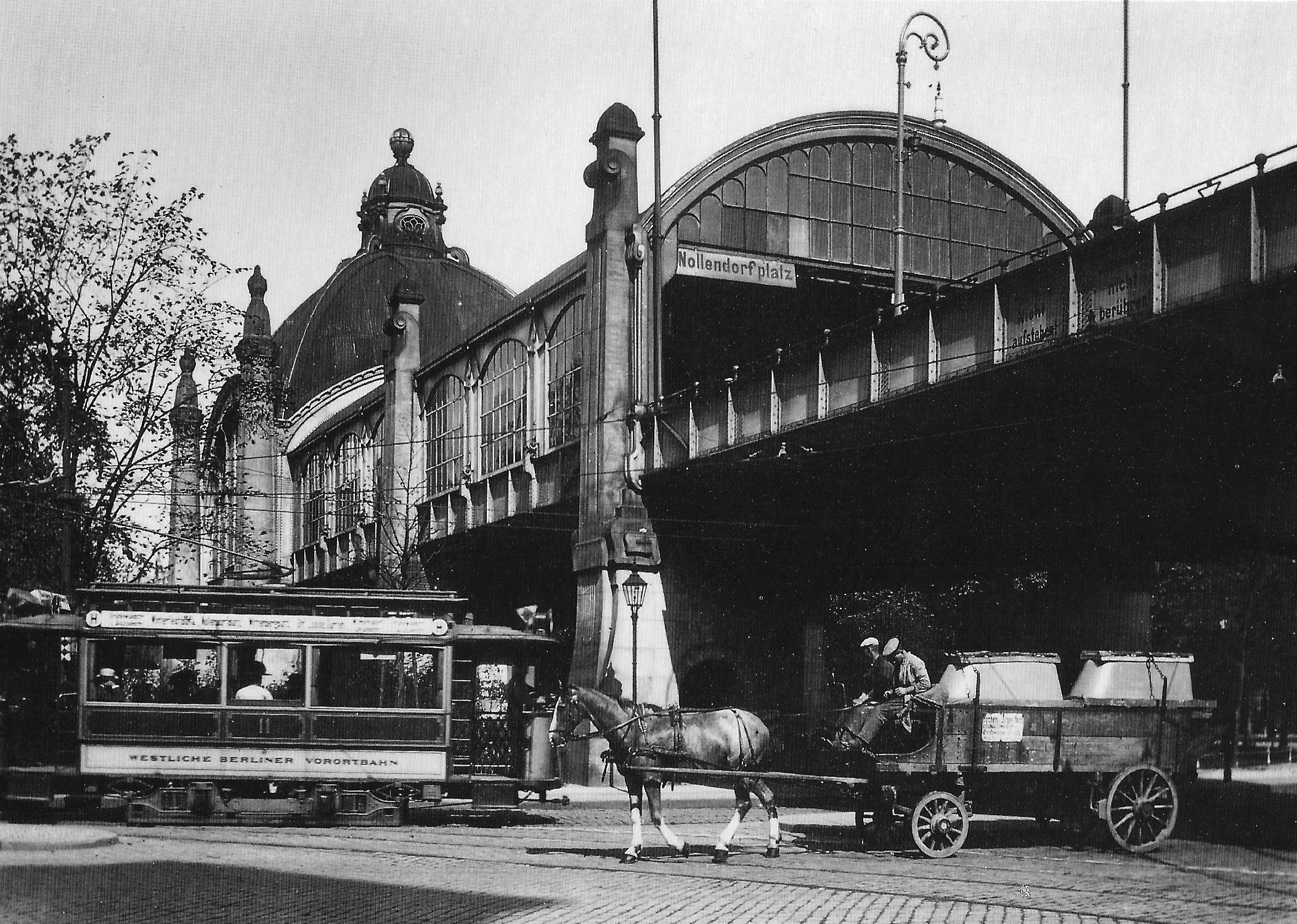
Вагон № 1 на високій станції Ноллендорф-плац, близько 1910 року

1913 року також відбулося декілька змін. З 1 лютого лінію G продовжили від Штеттінського залізничного вокзалу до Гезундбруннен, Деммінер-штрасе на розі Бруннен-штрасе. 27 лютого лінія продовжена на іншому напрямку — від громадського кладовища через нову лінію уздовж Гогенцоллерндамма до Розенека. 26 квітня відкрито ділянку від палацового парку через Унтер-ден-Айхен до кута Драке-штрасе. Під час обслуговування маршруту WBV супроводжувала кожен другий поїзд на лінії F як на лінії J. Ще одну лінію K проклали від Потсдамської площі через Шенеберг і Штегліц до нової зупинки. Через місяць WBV розділила лінію B на лінії BH і BS. Лінія BH спочатку проходила від Потсдамської площі через Галензеє, а лінія BS — через Шмаргендорф. Проте розділений маршрут через Кенігсаллее і Губертусаллее залишився.
У травні 1914 року на приміській залізниці Західного Берліну введені ще дві лінії. Лінія L, яку відкрили 2 травня, проходила від станції Штеттінер через Бранденбурзькі ворота, Велику Зірку, Курфюрстендамм, Нюрнбергер-штрасе, Кайзераллее і Шлосс-штрасе до Гендель-плац. Через чотири дні стала до ладу лінія M між станцією Зоологічний парк і Гендель-плац з екскурсією через Шенеберг і Штегліц. Поїздки цією лінією замінили кожен другий вагон на лінії D. Лінію D, у свою чергу, 28 червня 1914 року продовжили від станції Зоологічний парк через Гарденберг-штрасе, Бісмарк-штрасе і Кайзердамм до станції Геер-штрасе. Вона використовувала рейки трамвая Берлін-Шарлоттенбург.
Початок Першої світової війни мало що змінив у роботі WBV. 6 серпня 1914 року компанія припинила випуск вагонів на щойно створену лінію M. Будівництво ділянки метро між станціями Глайздрайек і Ноллендорф-плац потребувало скасування трамвайного сполучення з Моц-штрасе і Кюрфюрстен-штрасе; Лінії A, BH і BS були відхилені через Бюлов-штрасе. Кількома місяцями пізніше WBV припинила рух по лінії BH і скоротив лінію BS до маршруту Потсдамська площа — Розенек через Шмаргендорф; в 1917 році він перейменований в лінію B. З 15 листопада 1916 року лінія L проходила замість Ліхтенштайналлее через Люцов-плац. Лінія G була відведена від Розенека до цвинтаря Вільмерсдорфу 15 лютого 1917 року, а обслуговування вулиці Гогенцоллерндамм перейняла лінія 57 GBS.

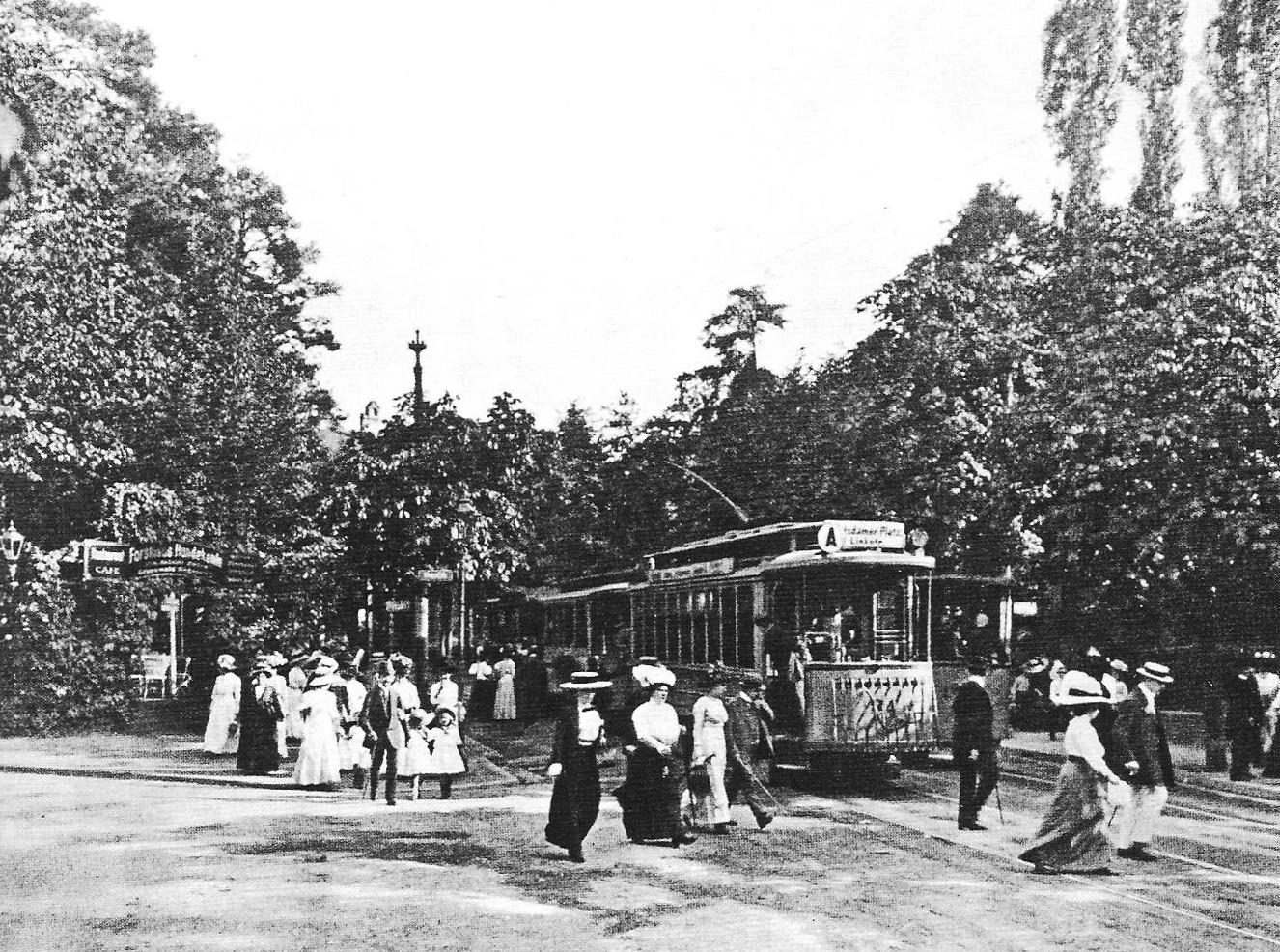
Трамвай на лінії A на Гаген-плац у Груневальді, близько 1911 року

Крім згаданих маршрутів, WBV належали також інші колії, які використовувалися тільки сторонніми залізницями. Лінія від Кайзерайхе до Рубен-штрасе на розі Казанова-штрасе в районі Фриденау, відкрита 1 вересня 1905 роки, належала WBV.
27 травня 1907 року відкрито маршрут через Паризер-штрасе між Кайзер-аллеє і Уланд-штрасе. 27 листопада 1911 року маршрут продовжили за межі Оліваєр-плац до Ксантенер-штрасе. Маршрут використовувався виключно лініями GBS. Маршрут через Зюддвесткорзо, відкритий 15 травня 1911 року, обслуговував лінію O трамвая Berlin-Charlottenburger Straßenbahn (BCS). На сусідній вулиці Нестор-штрасе була лінія для обслуговування депо GBS XIII.
28 травня 1918 року підписано нову угоду про порозуміння з Verband Groß-Berlin, заснованою у 1911/1912 роках, і Große Berliner Straßenbahn, в якій, серед іншого, передбачалося злиття їхніх колійних мереж. Збори асоціації схвалили проєкт 3 березня 1919 року і договір, підписаний 24 квітня 1919 року, набув чинності 15 травня 1919 року. Westliche Berliner Vorortbahn, а також Berlin-Charlottenburger Straßenbahn, Südliche Berliner Vorortbahn та Nordöstliche Berliner Vorortbahn припинили своє існування того дня. Бухгалтерський облік компаній стандартизовано ретроспективно з 1 січня 1918 року.

## Компанія

### Операційні результати
Мережа колій, перейнята від BDK, була споруджена насамперед для поїздок на відпочинок до лісового масиву Груневальд. Відповідно, були суттєві коливання попиту в робочі та вихідні дні тижня, а також у теплі й холодні сезони. З'єднання з трамвайними лініями Große Berliner Straßenbahn, Berlin-Charlottenburger Straßenbahn та Südliche Berliner Vorortbahn дозволило продовжити лінії по маршрутах цих компаній до центру Берліну. Крім того, зросло населення в зоні руху транспорту, особливо в Шарлоттенбурзі, Вільмерсдорфі і Шенеберзі. Між 1902 і 1911 роками компанія змогла більш ніж удвічі збільшити свій дохід від продажу квитків і кількості пасажирів. Добрі операційні результати відповідно відобразилися на дивідендах.
| Рік  | Дохід (в марках) | Витрати (в марках) | Валовий прибуток (в марках) | Річний результат (в марках) | Довжина маршрутів (км) | Дохід з перевезених осіб (в марках) | К-сть перевезених осіб (в мільйонах) | К-сть пройдених вагоно-км (в мільйонах) | Дохід на 1 пройдений вагоно-км (в пфенінгах) | К-сть осіб на 1 пройдений вагоно-км | Дивіденди (у відсотках) |
| ---- | ---------------- | ------------------ | --------------------------- | --------------------------- | ---------------------- | ----------------------------------- | ------------------------------------ | --------------------------------------- | -------------------------------------------- | ----------------------------------- | ----------------------- |
| 1899 |                  |                    |                             |                             | 53,049                 | 0717 312                            | 06,265                               | 02,104                                  | 34                                           | 2,98                                |                         |
| 1900 | 1 278 357        | 1 003 018          | 0.275 339                   | −132 820-                   | 56,510                 | 1 250 776                           | 11,172                               | 03,838                                  | 33                                           | 2,91                                |                         |
| 1901 | 1 576 783        | 1 251 860          | 0.324 923                   |                             | 67,913                 | 1 560 061                           | 13,230                               | 04,415                                  | 35                                           | 3,00                                |                         |
| 1902 | 1 600 250        | 1 265 953          | 0.334 297                   | 0−60 094-                   | 67,954                 | 1 565 939                           | 15,036                               | 04,621                                  | 34                                           | 3,25                                |                         |
| 1903 | 1 816 496        | 1 332 301          | 0484 194                    | 008 788                     | 67,954                 | 1 778 345                           | 16,676                               | 05,012                                  | 35                                           | 3,33                                |                         |
| 1904 | 2 115 618        | 1 521 133          | 0594 485                    | 147 366                     | 67,843                 | 2 064 644                           | 19,475                               | 05,586                                  | 37                                           | 3,49                                | 02,0                    |
| 1905 | 2 398 518        | 1 682 223          | 0716 282                    | 293 118                     | 68,864                 | 2 327 515                           | 21,939                               | 06,253                                  | 37                                           | 3,51                                | 04,0                    |
| 1906 | 2 568 585        | 1 804 736          | 0763 849                    | 288 354                     | 68,590                 | 2 513 246                           | 23,570                               | 06,594                                  | 38                                           | 3,57                                | 04,0                    |
| 1907 | 2 900 652        | 1 988 949          | 0911 703                    | 407 788                     | 68,890                 | 2 833 421                           | 27,123                               | 07,533                                  | 38                                           | 3,60                                | 05,5                    |
| 1908 | 3 152 203        | 2 117 606          | 1 034 597                   | 439 837                     | 69,100                 | 3.085.789                           | 28,930                               | 08,070                                  | 38                                           | 3,58                                | 06,0                    |
| 1909 | 3 458 604        | 2 207 226          | 1 251 377                   |                             | 69,329                 | 3 391 169                           |                                      | 08,691                                  |                                              |                                     | 07,0                    |
|      |                  |                    |                             |                             |                        |                                     |                                      |                                         |                                              |                                     |                         |
| 1911 |                  |                    |                             |                             |                        | 4 351 000                           | 41,000                               |                                         |                                              |                                     | 10,0                    |
| 1912 |                  |                    |                             |                             |                        |                                     | 46,600                               | 11,575                                  |                                              | 4,03                                |                         |
|      |                  |                    |                             |                             |                        |                                     |                                      |                                         |                                              |                                     |                         |
| 1917 |                  |                    |                             |                             |                        |                                     | 61,500                               | 11,382                                  |                                              | 5,40                                |                         |

### Тарифи

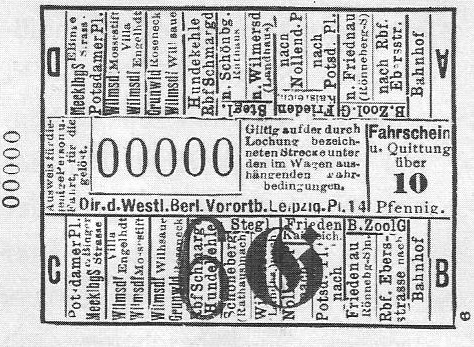
Зразок квитка на ділянку понад 10 пфенігів у Westliche Berliner Vorortbahn в західному Берліні, близько 1911 року

У внутрішньому сполученні Westliche Berliner Vorortbahn застосовувався диференційований тариф на ділянки в 10, 15 і 20 пфенігів. Секції спроєктовані за принципом, щоб проїзний в 10 пфенігів застосовувався для поїздок в межах районів, обмежених міською залізницею та берлінським залізничним кільцем. На більшості ліній застосовувався внутрішній тариф. На лінії G до Щецинського вокзалу, яка використовувалася також GBS, діяв тариф 10, 15 і 20 пфенігів, залежно від віддалі проїзду
Квитки за 10 пфенігів були білого кольору, 15 пфенігів — рожевого і 20 пфенігів — зеленого кольору. Починаючи з 1904 року транзитні та шкільні квитки видавалися відповідно до принципів, прийнятих в GBS. Спочатку місячний квиток на одну лінію коштував 7,50 марок, на дві лінії — 10 марок, на три лінії — 13 марок і на всю мережу — 15 марок. Після введення податку на квитки з 1 серпня 1906 року ціна збільшилася до 7,70, 10,20, 13,40 і 15,40 марки. Студентські місячні квитки на дві лінії були доступні за три марки, а кожна додаткова лінія збільшувала ціну квитка на одну марку. Тижневі пільгові квитки для робітників (на шість подвійних поїздок) продавали за одну марку.

## Майно

### Рухомий склад
У жовтні 1898 року WBV спочатку взяла на себе парк рухомого складу від Berliner Dampfstraßenbahn-Konsortiums. Більшу частину вагонів, що використовували парову та кінну тягу, переобладнали для роботи на електриці. На замовлення консорціуму парових трамваїв надійшла серія 50-ти літніх вагонів. Тільки один вагон придбано 1904 року. Для майбутньої електрифікації спочатку придбано 56 двовісних вагонів типу «Ной-Бероліна». П'ять таких вагонів консорціум BDK мав ще з 1897 року. Моторний вагон за номером 42, поставлений 1901 року, — це вагон із дев'ятьма вікнами на двох двовісних візках типу Maximumdrehgestelle. До 1905 року надійшло 25 вагонів цієї моделі (номери 64 —88). Моторний вагон за номером 63, поставлений 1903 року фірмою Böker/Falkenried, був унікальним. Порівняно зі старими вагонами, він мав пневматичні гальма, які в наступні роки встановлювалися на всіх нових вагонах. Вагони з номерами 89-99 і 200—218, поставлені до 1910 року, мали вже десять вікон, відкриті посадкові майданчики і встановлювалися на таких самих візках типу Maximumdrehgestelle. 1920 року вони увійшли до складу Берлінського трамвайного парку.

Рухомий склад Westliche Berliner Vorortbahn
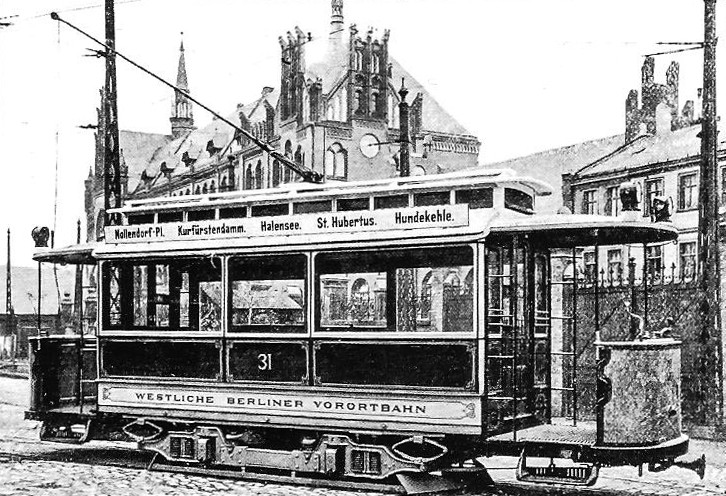
Моторний вагон 31, 1910
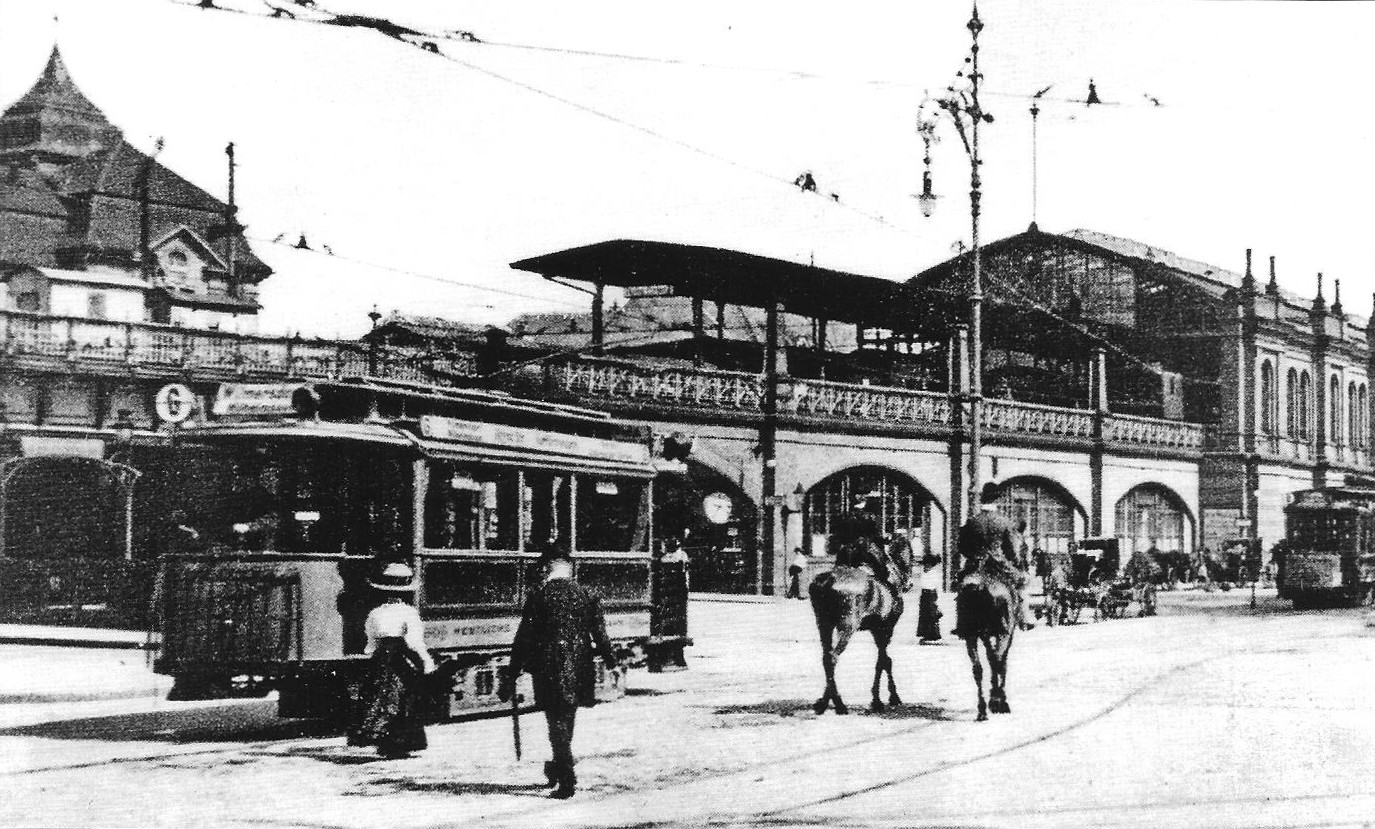
Моторний вагон 37 на станції Зоологічного саду, 1905
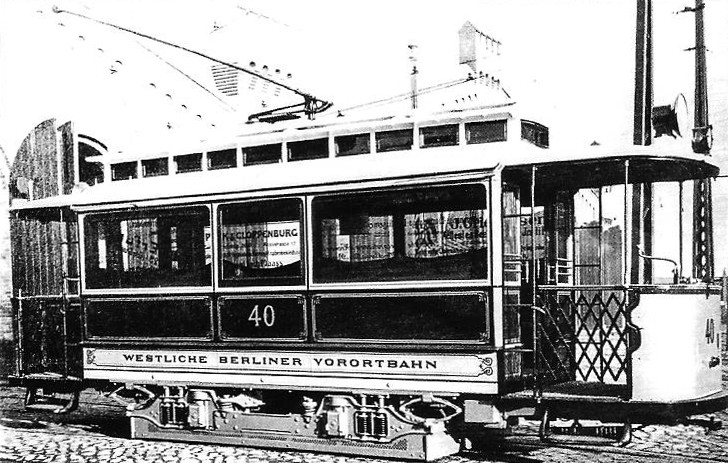
Моторний вагон 40, 1910
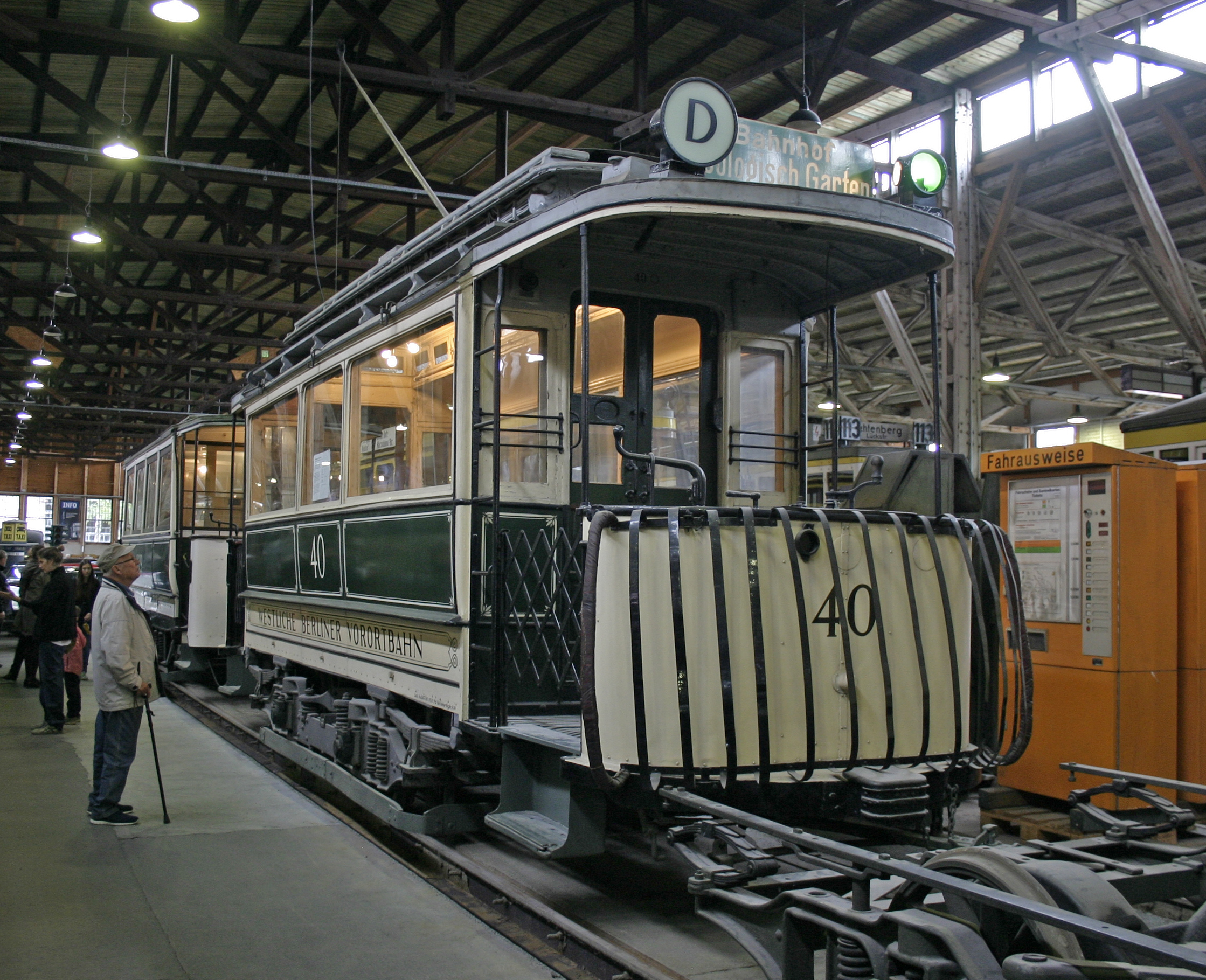
Моторний вагон 40 як історичний експонат в Німецькому музеї техніки, 2018
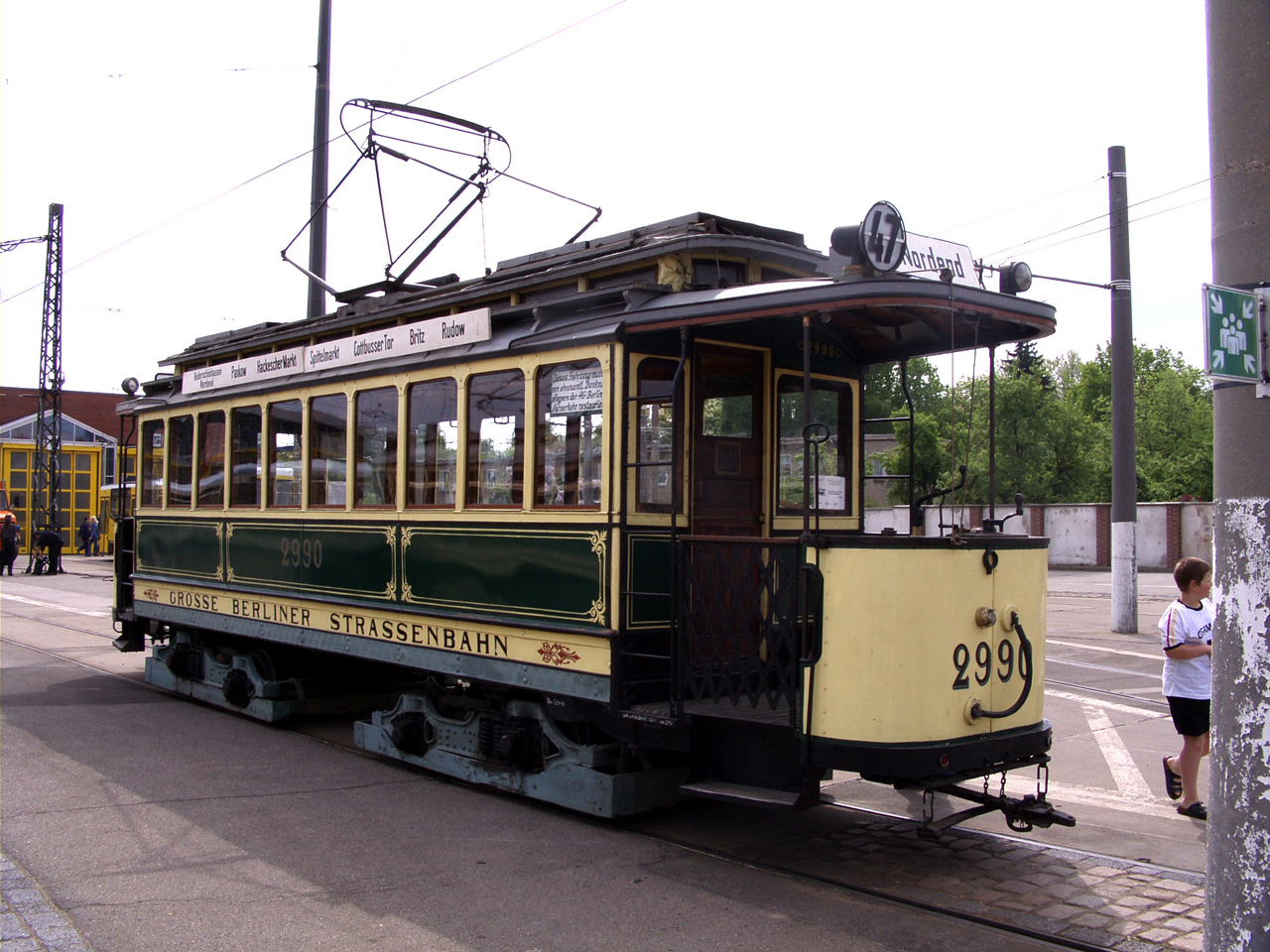
GBS Maximum 30 № 2990, 1913

| Номер вагону       | Рік виробництва | Вісь           | Виробник (механік.)      | Виробник (елект.) | К-сть сидінь   | К-сть стоячих місць | Коментарі |
| Моторний вагон     | Моторний вагон  | Моторний вагон | Моторний вагон           | Моторний вагон    | Моторний вагон | Моторний вагон      | Моторний вагон |
| ------------------ | --------------- | -------------- | ------------------------ | ----------------- | -------------- | ------------------- | --- |
| 1–41, 43–62        | 1897–1901       | 2×             | Бюкер                    | AEG               | 20             | 14                  | 1920 має номери 3229–3232, 3817–3871; з 1929 в ATw, Bw або виведений з маршрутів |
| 42, 64–88          | 1901–1905       | 4×             | Бюкер/ Фалкенрід         | AEG               | 27             |                     | 1920 має номери 4932–4957; з 1929 виведений з маршрутів |
| 63                 | 1903            | 2×             | Фалкенрід                | AEG               | 22             |                     | 1920 має номер 3872; 1929 виведений з маршрутів |
| 89–99, 200–218     | 1890            | 4×             | ван дер Зипен/ Фалкенрід | AEG               | 30             |                     | 1920 має номери 5293–5322; 1925 частково закриті платформи, 1936 виведений з маршрутів |
| Пасажирський вагон |                 |                |                          |                   |                |                     | |
| 100–113            | 1886            | 4×             | Гербранд                 | –                 | 36             |                     | 1898/1900 колишня власність BDK номери 1–5, 7–15; 1920 має номери 568—581; 1925 має номери 568—571, 573, 575, 577, 580 в ABw; залишок 1925 в BSt має номери 2041—2046, 1928 виведені з маршрутів            |
| 114–125            | 1889            | 4×             | Гербранд                 | –                 | 30             |                     | 1898/1900 колишня власність BDK номери 40, 42II, 43–52; 1920 в BSt має номери 582—593; 1925 має номери 587, 588, 592 виведені зі складу; залишок 1925 в BSt має номери 2047—2055, 1928 виведені з маршрутів |
| 126                | 1887            |                | Вайфцер                  | –                 | 28             |                     | 1898/1900 колишня власність BDK має номер 36; 1920 в BSt має номер 594; 1924/25 в BSt ABw M1 |
| 127                | 1887            | 2×             | Гербранд                 | –                 | 40             |                     | Літній вагон; 1898/1900 колишня власність BDK номер 41; 1920 в BSt номер 595; 1925 в BSt номер 2056, 1928 в BSt ABw M1                                                                                      |
| 128–177            | 1899            | 2×             | Гербранд                 | –                 |                |                     | Літній вагон, 1900 закритий; 1920 в BSt номери 864—913; з 1925 має номери 875, 886 виведені з маршрутів; залишок 1925 в BSt мають номери 2260—2307, в 1928 виведені з маршрутів                             |
| 178                | 1904            | 2×             | Бюкер                    | –                 | 22             | 39                  | 1920 в BSt має номер 1218; 1934 виведений з маршрутів |

### Депо
Спочатку WBV придбала депо консорціуму парових трамваїв на Бісмарк-плац у Груневальді, на Груневальд-штрасе в Шенеберзі й на Ліхтерфельдер-штрасе в Штегліці.
Депо I в Шенеберзі під час електрифікації 1899 року закрили, надалі обслуговування рухомого складу виконувало Депо X GBS на Бельцігер-штрасе.
Депо II в Груневальді, на захід від площі Бісмарка, займало ділянку площею 22 560 квадратних метрів, обмежену вулицями Каспап-Зейс-штрасе / Шінкель-штрасе / Кенігзаллеє. Депо, яке почали будувати 1886 року, продовжувало використовуватися після електрифікації до 1911 року. У 1930-х роках, після знесення висотних будівель, на цьому місці побудували комплекс Імперської служби праці. Після Другої світової війни цим приміщенням спочатку користувалася газета Телеграф, а потім — Федеральне агентство навколишнього середовища.
Депо III в Штегліці проіснувало до 1913 року. Оскільки воно швидко досягло граничної місткості в 50 вагонів, WBV побудувала нове депо поряд, яке почало свою діяльність в листопаді 1913 року. Нове депо Штегліц перебувало у віданні як XI депо WGT. Воно вміщувало 275 вагонів. З 1935 року у внутрішньому дворі розміщували також тролейбуси. У 1963 році його перетворили на автобусний парк, який був там до 1988 року. Із 2004 року зали депо використовує автосалон.